# 值年河道溝渠處
值年河道溝渠處，即直年河道溝渠處，為清朝工部下轄行政機關。掌管京師內城、五城以及鄰近地區、皇家園林所有河道、溝渠的排水、供水、修繕等水利事務，監督勘查蓋溝石條與鋪路工程。
主管官員為值年河道溝渠大臣，共四人，每年由工部奏請皇帝由工部堂官中欽派一人，奉宸苑、頤和園、步軍統領衙門堂官各一人。下設督理街道衙門，由都察院選派滿缺、漢缺各一人充任督理街道衙門御史；並設司員二人，由工部司員、步軍統領衙門司員中各選一人充任。